# La Grande Grève
Pour les articles homonymes, voir Grève (homonymie).
Publié en 1905, La Grande Grève est l'un des nombreux romans du militant anarchiste Charles Malato.
Ce roman social, inspiré de faits historiques, présente la création d'un syndicat et l'agitation ouvrière dans la région minière de Montceau-les-mines.

## Éditions
- Librairie des Publications populaires, Paris, 1905
- Association « La Mère en gueule », Montceau-les-mines, 1999 (préface de Rolande Trempé)
- Fac-similé de l'édition de 1905, Elibron Classics - Adamant Media Corporation, Boston, 2001[1]
- Le Goût de l’Être/Encrage, Amiens, 2009, 2015,  (ISBN 9782906148161), (OCLC 690480088).

## Commentaire
Caroline Granier précise, dans sa préface à l'édition de 2015 : « Les personnages ouvriers représentent toute la palette des opinions progressistes de l'époque, du socialisme collectiviste à l'anarchisme. Aucun ne semble bénéficier d'un traitement de faveur de la part de l'auteur, qui montre la lutte des ouvriers sans affirmer la prééminence d'une doctrine sur une autre, même si quelques figures se distinguent, comme le couple formé par l'anarchiste Galfe et Céleste. Les différentes tendances du mouvement socialiste de la fin du XIXe siècle s'affrontent dans le cadre du roman à travers les figures de Détras (plus libertaire), Ouvard (plus légaliste) et Bernard (révolutionnaire pragmatique) dont le narrateur nous dit qu'il penchait plutôt vers le collectivisme, tout en pensant « qu'aucun système ne peut prétendre à l'infaillibilité, de même qu'aucun cerveau ne peut déterminer autrement que dans ses grandes lignes l'évolution à venir des sociétés humaines ».